# Arístees d'Argos
Arístees d'Argos (en llatí Aristeas, en grec antic Αριστέας) fou un polític i dirigent d'Argos.
En les lluites pel poder va demanar la intervenció a Argos del rei Pirros de l'Epir, igual com el seu rival Aristip II havia demanat la d'Antígon II Gònates de Macedònia (any 272 aC). Plutarc explica aquestes circumstàncies que van portar a Pirros a Argos on va morir.